# سرية غالب بن عبد الله الكلبي الكناني (الكديد)
سرية غالب بن عبد الله الليثي (الكديد) أحد سرايا الرسول، أرسل فيها الصحابي غالب بن عبد الله الليثي إلى بني الملوح بضم الميم وفتح اللام وتشديد الواو مكسورة بالكديد، بفتح الكاف وكسر الدال.

## أحداث السرية
بعث الرسول غالب بن عبد الله الليثي في بضعة عشر رجلا، وأمر غالب بن عبد الله أصحابه أن يشنوا الغارة على القوم، فخرجوا حتى إذا كانوا بقديد لحقوا أبو واقد الليثي فأسروه، فقال إنما خرجت إلى رسول الله أريد الإسلام، فقالوا له إن كنت مسلما لم يضرك ربطنا لك يوما وليلة، وإن كنت غير ذلك استوثقنا منك، فشدوه وثاقا، وخلفوا عنده سويد بن صخر، وقالوا له إن نازعك فاحتز رأسه، وساروا حتى أتوا محل القوم عند غروب الشمس، فكمنوا في ناحية الوادي، قال جندب الجهني وأرسلني القوم جاسوسا لهم، فخرجت حتى أتيت تلا مشرفا على الحاضر أي القوم المقيمين بمحلهم، فلما استويت على رأسه انبطحت عليه لأنظر، إذ خرج رجل منهم فقال لامرأته إني لأنظر على هذا الجبل سوادا ما رأيته قبل، انظري إلى أوعيتك لا تكون الكلاب جرت منها شيئا، فنظرت فقالت والله ما فقدت من أوعيتي شيئا، فقال ناوليني قوسي ونبلي، فناولته قوسه وسهمين، فأرسل سهما، فوالله ما أخطأ بين عيني، فانتزعته وثبت مكاني، فأرسل آخر فوضعه في منكبي، فانتزعنه وثبت مكاني، فقال لامرأته والله لو كان جاسوسا لتحرك، لقد خالطه سهمان لا أبالك فإذا أصبحت فانظرية ما لا تمضغهما الكلاب ثم دخل، فلما اطمأنوا وناموا شنينا عليهم الغارة، واستقنا النعم والشاء بعد أن قتلنا المقاتلة وسبينا الذرية، أي ومروا على الحارث الليثي، فاحتملوه واحتملوا صاحبهم الذي تركوه عنده، فخرج صريخ القوم في قومهم، فجاء مإلا قبل لنا به، فصار بيننا وبينهم الوادي، فأرسل الله سحابا فأمطر الوادي ما رأينا مثله، فسال الوادي بحيث لا يستطتع أحد أن يجوز به، فصاروا وقوفا ينظرون إلينا ونحن متوجهون إلى أن قدمنا المدينة 